# Владимирска губерния
Владимирска губерния (на руски: Владимирская губерния) е губерния на Руската империя и Съветска Русия, съществувала от 1796 до 1929 година. Разположена е в централната част на Европейска Русия, източно от Москва, а столица е град Владимир. Към 1897 година населението ѝ е около 1,5 милиона души, почти изцяло руснаци (99,7%).
Създадена е през 1796 година на основата на дотогавашното Владимирско наместничество. През 1929 година е обединена с Иваново-Вознесенска, Ярославска и Костромска губерния в Ивановска промишлена област.